# Аллам
Алла́м (фр. Allamps) — коммуна во французском департаменте Мёрт и Мозель региона Лотарингия. Относится к  кантону Коломбе-ле-Бель.	

## География
Аллам расположен в 32 км к юго-западу от Нанси. Соседние коммуны: Бюллиньи на северо-востоке, Баньо и Баризе-ла-Кот на востоке, Баризе-о-Плен на юго-востоке, Соксюр-ле-Ванн на юге,  Ванн-ле-Шатель на западе, Юрюфф на северо-западе.

## История
В 1765 году здесь была основана стекольная мануфактура, которая в настоящее время входит в Общество Домского хрусталя Нанси и называется по соседней коммуне Стекло Ванн-ле-Шатель.

## Демография
Население коммуны на 2010 год составляло 511 человек.
| 1962 | 1968 | 1975 | 1982 | 1990 | 1999 | 2010 |
| ---- | ---- | ---- | ---- | ---- | ---- | ---- |
| 510  | 485  | 434  | 438  | 515  | 511  | 511  |

## Достопримечательности
- Церковь Сен-Пьер-э-Сен-Поль XIII века, построенная как фортифицированное сооружение.
- Часовня Нотр-Дам-де-Гутт в Уссельмоне XVII века.